# 마잔티 오토모빌리
마잔티 오토모빌리(이탈리아어: Mazzanti Automobili)는 이탈리아 토스카나주 폰테데라에 본사를 둔 자동차 제조업체로 이 기업의 주요 시장은 중화인민공화국, 아랍에미리트, 러시아, 유럽이 있다.

## 역사
2002년에 루카 마잔티(이탈리아어: Luca Mazzanti)가 토스카나주 폰테데라에  파랄리 & 마잔티(이탈리아어: Faralli & Mazzanti)로 설립했다. 위치해 있으며, 스포츠카 제작 및 클래식카 복원을 전문으로 하는 기업인  월터 마잔티(이탈리아어: Walter Faralli)로 설립했다. 두 기업은 차량을 복원시키고 설계 기술 개발을 위해 별도로 자동차 공장을 설립했다.
2010년에 마잔티 오토모빌리(이탈리아어: Mazzanti Automobili)와 파알리 레스타우리(이탈리아어: Faralli Restauri)로 두 개의 법인이 분리되면서 현재에 이르고 있다.

## 주요 차종

### 마잔티 에반트라

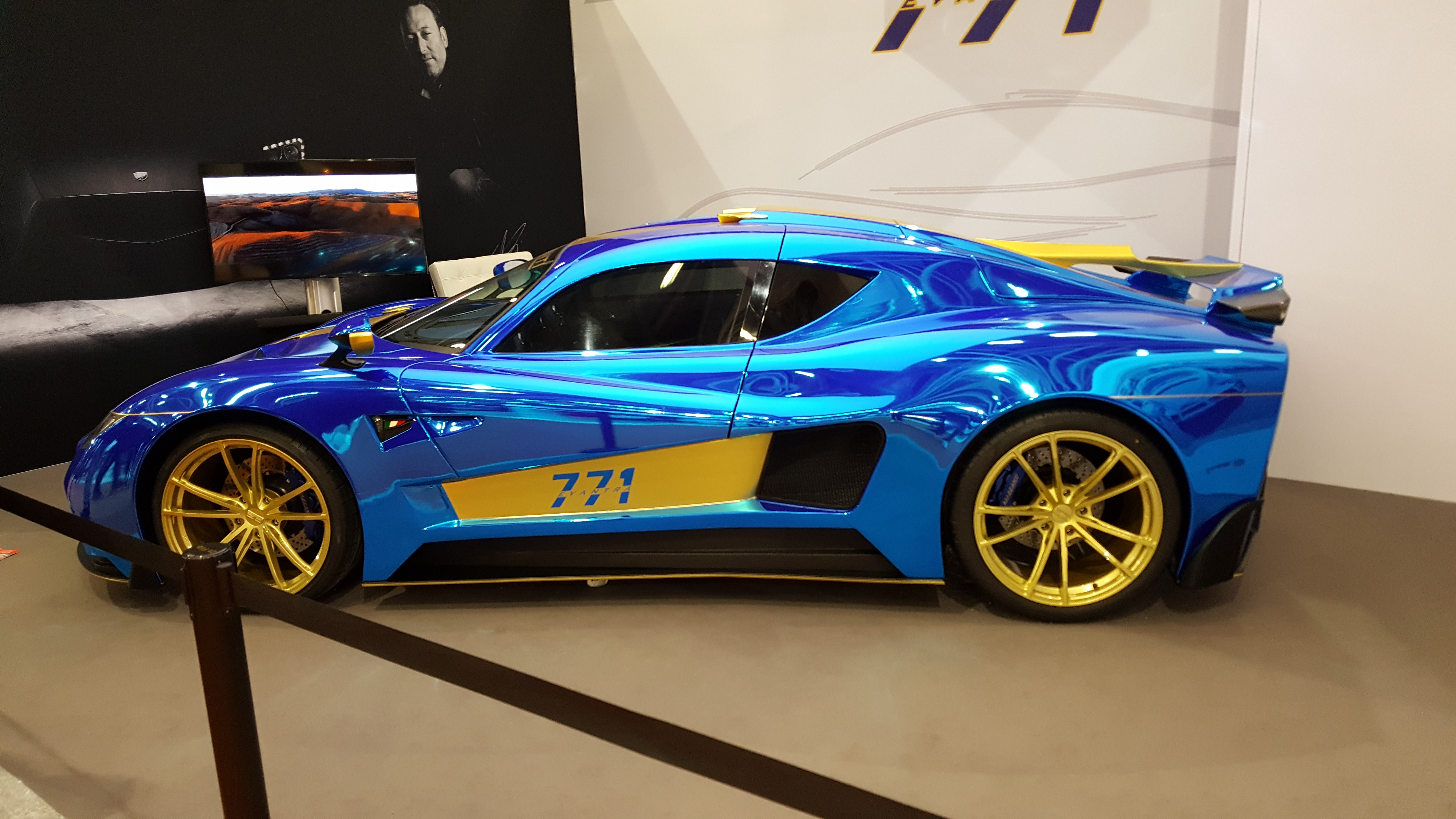
마잔티 에반트라

2013년에 출시된 모델로, 엔진의 경우 제너럴 모터스에서 제작된 V8형 엔진을 탑재했다. 변속기의 경우 6단 변속기로 차량 무게는 1,300kg이다. 또한 최고 속도의 경우 350km/h까지 주행이 가능하다. 파생 모델은 마잔티 에반트라 밀레카빌리(이탈리아어: Mazzanti Evantra Millecavalli)가 있으며 기존 모델과 달리 1000마력까지 낼 수 있으며, 최고 속도의 경우 402km/h까지 주행이 가능하며 25대만 생산했다. 1대는 현재 토스카나주에 위치한 박물관에 전시되었다.

## 참고 문헌
- Enciclopedia dell’ Automobile, Fabio Raffaelli Volume 3, pagine 409, 410, 411 e 412.
- Riccardo Paterni, Innovazione a tutto gas! Da cento anni di motorsport il carburante all'innovazione in azienda. Life Plan, Piacenza - 2013 (web)
- Hubert Hainault, Montres automobiles, symboles de l'eccellence - Editions ETAI - 2013
- Chlorosphère, Show Me - Cahier de Tendances 2016 Angers - 2014
- Tomas Klocke, Mazzanti Evantra. Supersportwagen «made in Italy» "High Life" Heft 33, Klocke Verlag - Bielefeld - 2014 (web)